# Petra Delicado
Petra Delicado è un personaggio letterario creato dalla scrittrice spagnola Alicia Giménez Bartlett. Si tratta di un’ispettrice della polizia di Barcellona che appare per la prima volta nel romanzo Riti di morte del 1996.

## Il personaggio
Già dal nome volutamente ossimorico si intuisce il carattere complesso e contrastante di Petra Delicado, personaggio duro, ma sensibile e idealista, attento a nascondere la propria fragilità dietro una maschera di sarcasmo.
Competente e decisa nel suo lavoro, spesso brusca con i colleghi e insofferente rispetto ai riti sociali e mondani, non ama i compromessi neppure nel privato. Ha sposato in prime nozze il serioso e pedante avvocato Hugo, in seconde Pepe, troppo giovane e immaturo: è al suo terzo matrimonio, con un architetto, Marcos Artigas, che ha quattro figli, essendo stato anche lui sposato due volte: Federico (16 anni), Theo e Hugo (gemelli, 12 anni) sono i figli della prima moglie: Marina, di otto anni, della seconda. Petra si trova così improvvisamente a dover fare i conti con dei ragazzini che non sa come prendere, ma ai quali si affezionerà e, anzi, troverà la loro presenza in casa molto piacevole.
Petra è presentata come una donna molto interessante, poco al di sopra dei quaranta e, in tutto il ciclo, praticamente non invecchia, così come accade di solito ai protagonisti della letteratura gialla: cfr. per tutti Hercule Poirot, che, presentato come già pensionato nel 1920, è attivo fino al 1970 e passa. In realtà, arrivati a Il silenzio dei chiostri, la nostra protagonista avrebbe dovuto aver superato abbondantemente i cinquanta! Infatti, nel primo libro, Riti di morte, ella dichiara di essere stata sposata per quattordici anni con Hugo, conosciuto all'università, e che altri sette anni sono passati da allora: fanno ventuno in totale. In Un bastimento carico di riso afferma di lavorare con Fermín da sette anni, quindi dall'epoca di Riti di morte: in "Nido vuoto" è passato ancora un altro anno. Il conto è semplice: almeno ventinove anni dal momento del primo matrimonio, avvenuto dopo la laurea in giurisprudenza.

## Petra e Fermín Garzón
Le fa da contraltare il suo compagno di indagini, il viceispettore Fermín Garzón, che, grazie ai propri tratti fisici e caratteriali, funziona da perfetta spalla all'ispettore Delicado.
Fermín è un uomo dall'aspetto bonario, che ama il buon cibo e vede le cose in modo semplice, ma non semplicistico. Adora parlare con le persone ed è molto affabile, ma diventa duro con gli indiziati quando il lavoro lo richiede.
Fermín è vedovo quando comincia a lavorare con Petra, ma dopo lungo esitare, sposa, nel romanzo Nido vuoto, la sua nuova compagna Beatriz Enarquez. Beatriz è una donna non più giovane, ricca di famiglia, sofisticata e che ama sinceramente il vice ispettore Garzón. Si erano conosciuti durante una vacanza ad Ibiza.
Femminista scontrosa, progressista e decisionista Petra, bonario, pratico, esperto e risoluto Fermín. I due personaggi riescono ad intendersi alla perfezione grazie alla stima reciproca e all'ironia.
Se Alicia Giménez-Bartlett è stata paragonata ad Andrea Camilleri in versione spagnola, Pedra Delicado ed il suo assistente Garzón sono stati confrontati con la coppia Scarpetta e Marino dell'autrice Patricia Cornwell, alla cui opera la scrittrice iberica si è ispirata.

## Romanzi con Petra Delicado
- Riti di morte, 1996
- Giorno da cani, 1997
- Messaggeri dell'oscurità, 1999
- Morti di carta, 2000
- Serpenti nel paradiso, 2002
- Un bastimento carico di riso, 2004
- Il caso del lituano, 2005
- Nido vuoto, 2007
- Il silenzio dei chiostri, 2009
- Gli onori di casa, 2013
- Mio caro serial killer, 2018
- Autobiografia di Petra Delicado, 2020
- La donna che fugge, 2024

## Racconti con Petra Delicado
- Un Natale di Petra (in Un Natale in Giallo, Sellerio, 2011, ISBN 9788838926075)
- Sei casi per Petra Delicado, Sellerio, 2015, ISBN 9788838934087
- Tutti vogliono essere belli (in Una settimana in giallo, Sellerio, 2021, ISBN 9788838942624)

## Serie tv
Nel 1999 dai gialli in cui è protagonista l'ispettrice spagnola è stata tratta una prima serie televisiva in tredici puntate, interpretata da Ana Belén e Santiago Segura, trasmessa prima dalla piattaforma pay Vía Digital e in seguito da Telecinco.
Nel 2019 è iniziata la produzione di una nuova serie di otto episodi da parte di Sky Italia e Cattleya, con Paola Cortellesi nei panni dell'ispettrice, ma ambientata a Genova.
| Controllo di autorità | VIAF (EN) 3096156012378549700004 |